# Malibu's Most Wanted
Malibu's Most Wanted är en amerikansk långfilm från 2003 i regi av John Whitesell, med Jamie Kennedy, Taye Diggs, Anthony Anderson och Regina Hall i rollerna.

## Handling
Brad Gluck man är en wannabe rappstjärna från Malibu som går och pratar som om han vore från ghettot. Hans pappa är en känd politiker och skäms över sin sons sätt. Därför arrangerar han en kidnappning som ska skrämma upp sonen. Han hyr in två skådespelare som låtsas vara riktiga ghettogangstrar och som för honom till Compton, Los Angeles. Efter sin upplevelse kanske Brad tänker över sin image.

## Rollista
| Jamie Kennedy       | – Brad 'B-Rad' Gluckman |
| Taye Diggs          | – Sean James            |
| Anthony Anderson    | – PJ                    |
| Regina Hall         | – Shondra               |
| Blair Underwood     | – Tom Gibbsons          |
| Damien Dante Wayans | – Tec                   |
| Ryan O'Neal         | – Bill Gluckman         |
| Bo Derek            | – Bess Gluckman         |
| Jeffrey Tambor      | – Dr. Feldman           |
| Kal Penn            | – Hadji Amerislani      |
| Nick Swardson       | – Mocha                 |